# رمو جیرونه
رمو جیرونه (ایتالیایی: Remo Girone؛ زادهٔ ۱ دسامبر ۱۹۴۸) بازیگر و کارگردان اهل ایتالیا است.
از فیلم‌ها یا برنامه‌های تلویزیونی که وی در آن نقش داشته‌است، می‌توان به حق مشاوره، رم خواهان بازگشت سزار است، عنصر نامطلوب، خورشید سیاه، بهشت، سفر کاپیتان فراکاسا، به تبر دست نزن، دجال، مارکیز، کورلئونه، سنگ کاغذ قیچی، صدایی از سنگ‌ها، تا شب زنده بمان، کشتن ایو، عشق نافرجام و فورد در برابر فراری اشاره کرد.